# Bartolomeo Vivarini
Bartolomeo Vivarini (~1432 - ~1499) est un peintre italien de l'école vénitienne, l'oncle d'Alvise Vivarini et le frère d'Antonio Vivarini, peintres de la famille Vivarini.

## Biographie
Bartolommeo débute, suivant toute apparence, en 1450 et 1451 à la chartreuse de Bologne et à l'église Saint-François de Padoue, en compagnie de son frère Antonio,.
Bartolomeo Vivarini apprend la peinture à l'huile d'Antonello da Messina et sa première œuvre est un retable de 1473, conservé à la Basilica dei Santi Giovanni e Paolo, la basilique de San Zanipolo de Venise, un polyptyque de 9 panneaux représentant Sant'Agostino d'Ippona et d'autres saints.
La majeure partie de ses œuvres est toutefois en tempera et est conservée à la National Gallery de Londres. De nombreuses œuvres partagent leur paternité avec son frère ou son atelier.

## Œuvres réputées personnelles
- Polyptyque de la Chartreuse de Bologne (1450-1460), Pinacothèque nationale de Bologne ;

- Vierge allaitant l’enfant, vers 1450, huile sur bois, 55,5 × 37,6 cm, musée du Louvre[3]
- Saint Jean de Capestran, 1459, musée du Louvre, Paris.
- Vierge à l'enfant, musées d'État de Berlin, Berlin.
- Vierge à l'Enfant avec les saints Paul et Jérôme (1460), National Gallery, Londres.
- Madone et quatre saints, 1465, musée Capodimonte de Naples.
- Saint Louis de Toulouse, 1465, Galerie des Offices, Florence.
- San Francesco d'Assisi et San Giacomo Maggiore, Philadelphia Museum of Art.
- Annonciation (1472), chiesa di Maria Santissima Annunziata, Modugno, et maintenant à la Pinacoteca provinciale de Bari.
- Vierge à l'enfant[4], 1475, National Gallery of Art, Washington.
- Sainte Marie-Madeleine[5], La Vierge et le Christ mort[6], musée des beaux-arts de Boston.
- Vierge à l'enfant, Honolulu Academy of Arts.

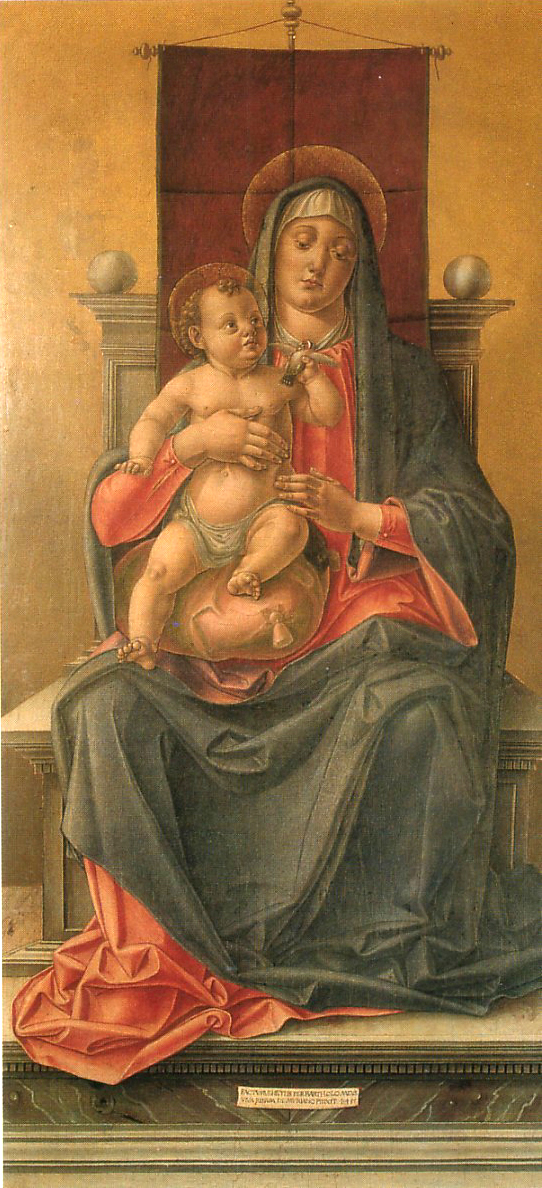
Vierge en majesté
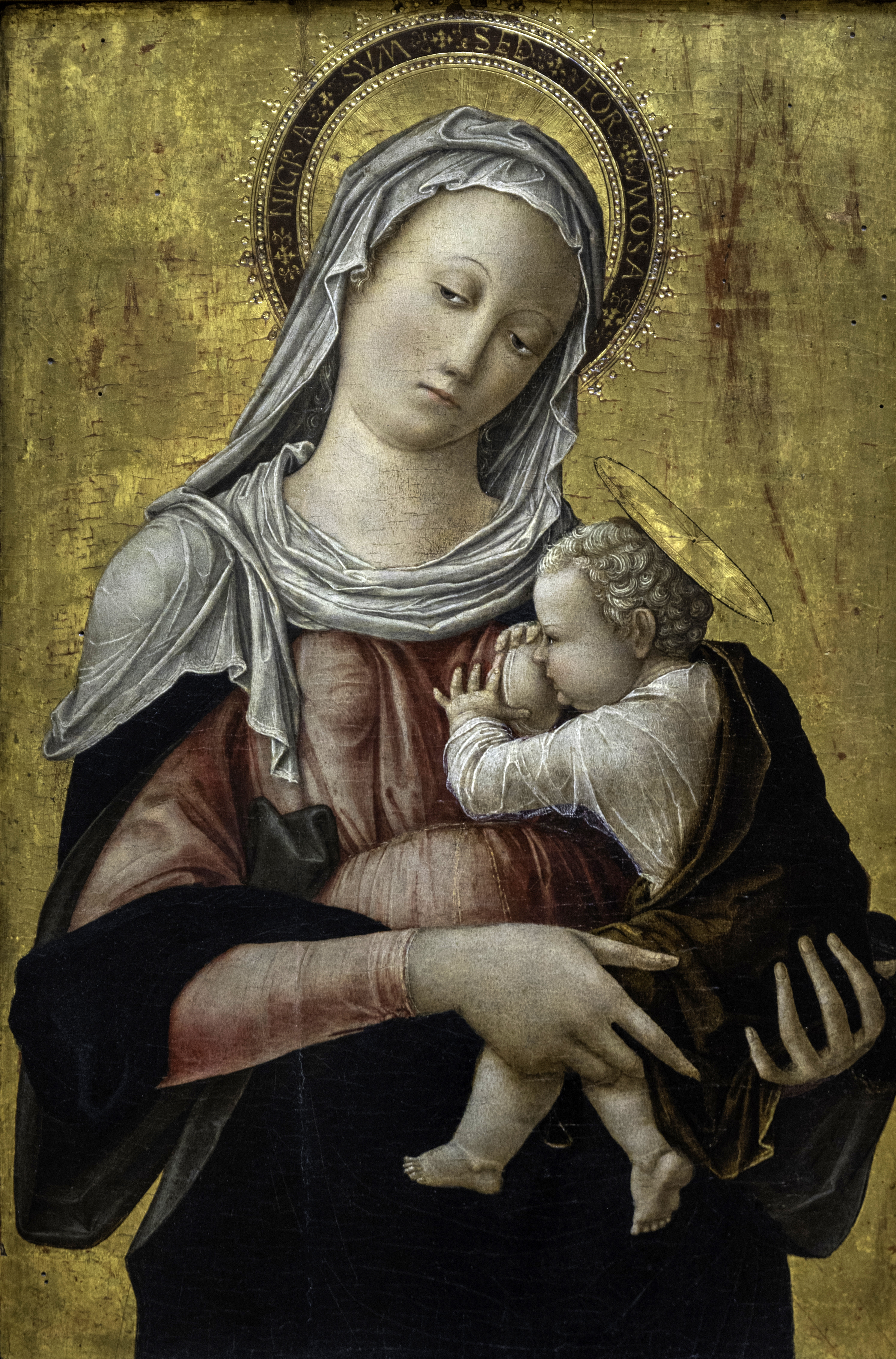
La Vierge allaitant l'Enfant, musée du Louvre.

### Conservées à Venise

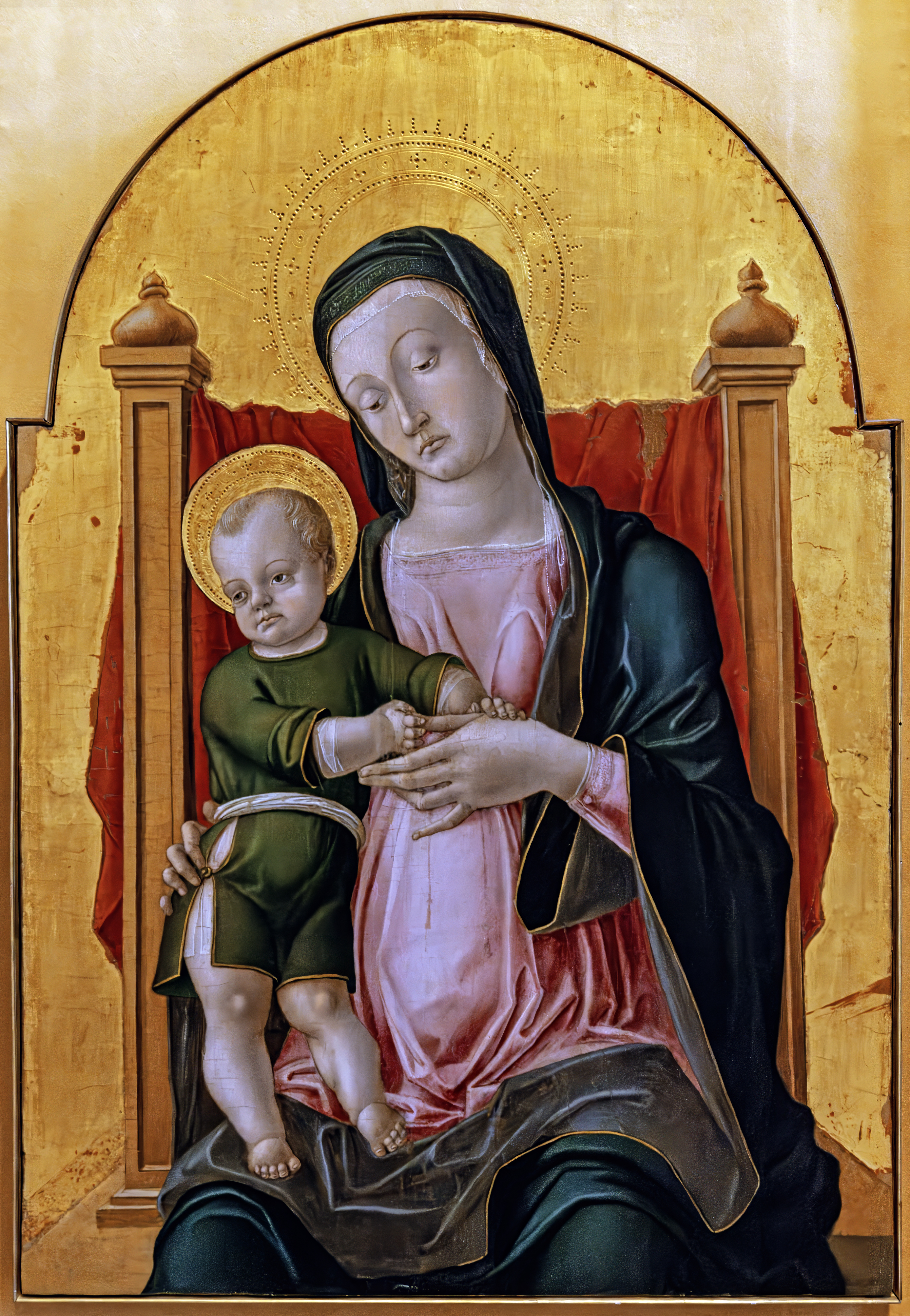
Madonne à l'Enfant (1465-1470) Musée Correr
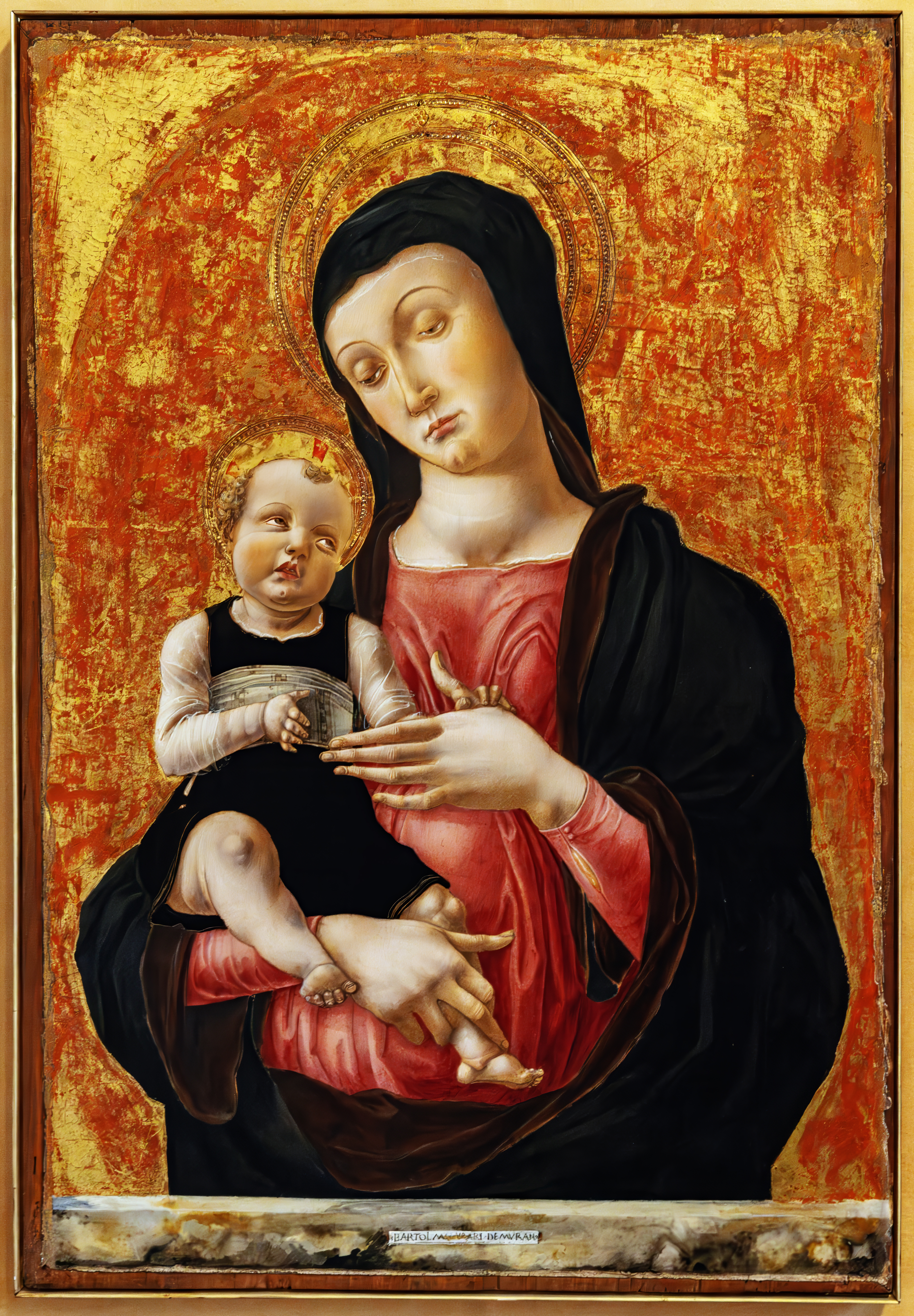
Vierge à l'Enfant sur un trône (1465-1470) Musée Correr
- Polittico di Ca' Morosini, 1464, Gallerie dell'Accademia
- Triptyque de san Zanipolo, saint Dominique, saint Augustin et saint Laurent, tempera sur bois  1473
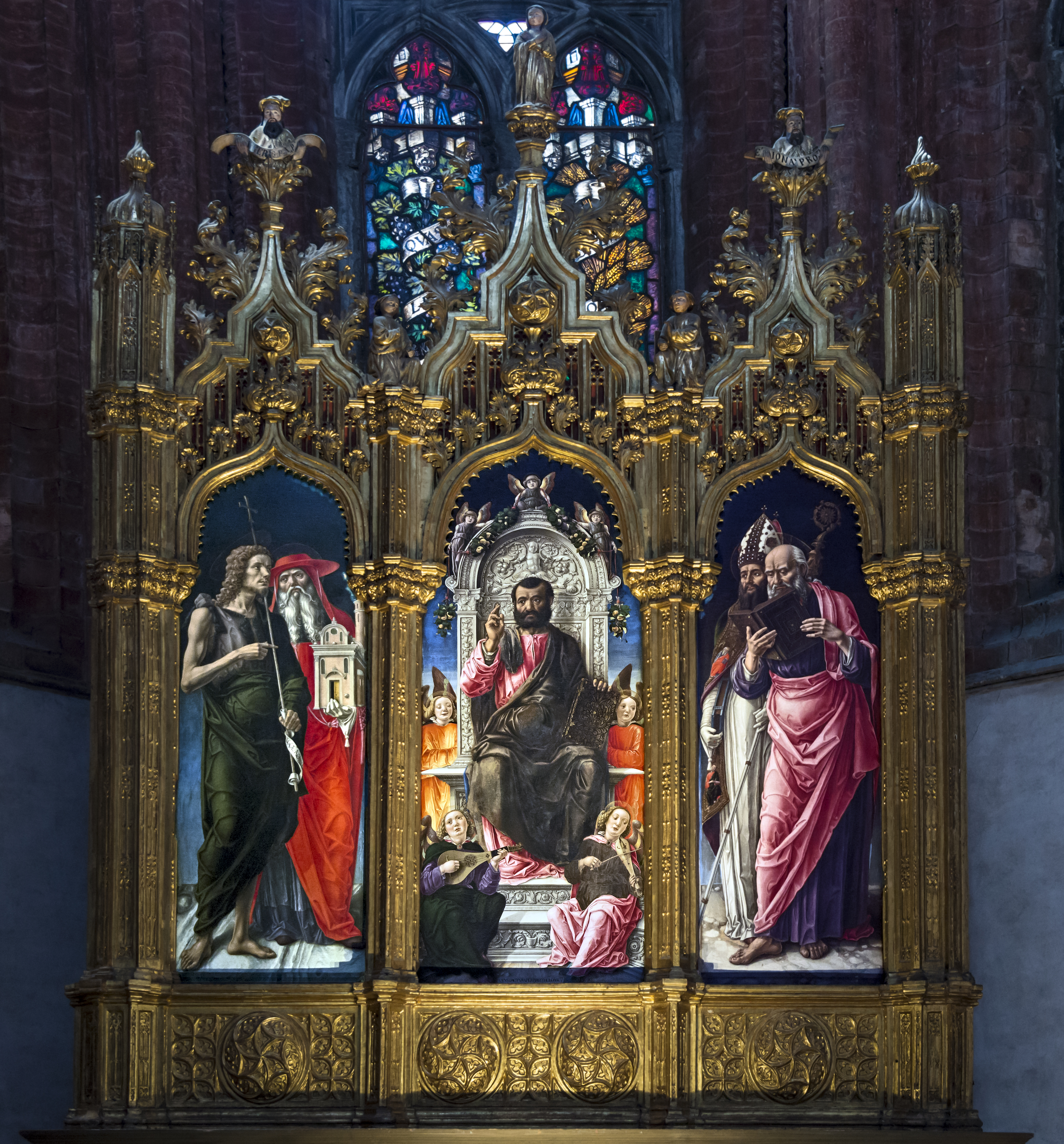
Bénédiction de saint Marc en majesté, saint Jean-Baptiste, saint Jérôme, saint Pierre et saint Nicolas, 1474, basilique Santa Maria Gloriosa dei Frari, chapelle Corner
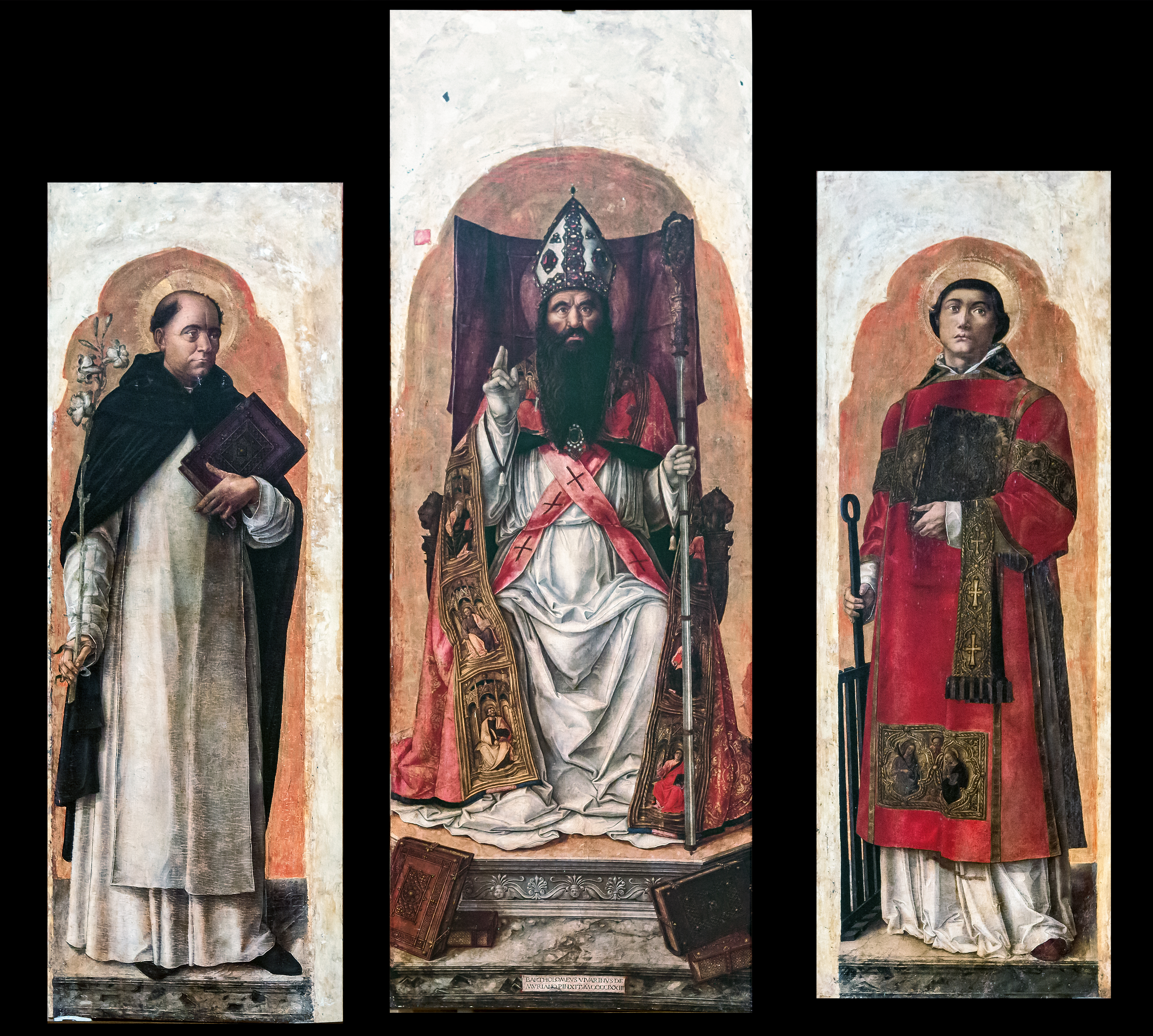
Triptyque de san Zanipolo 1473
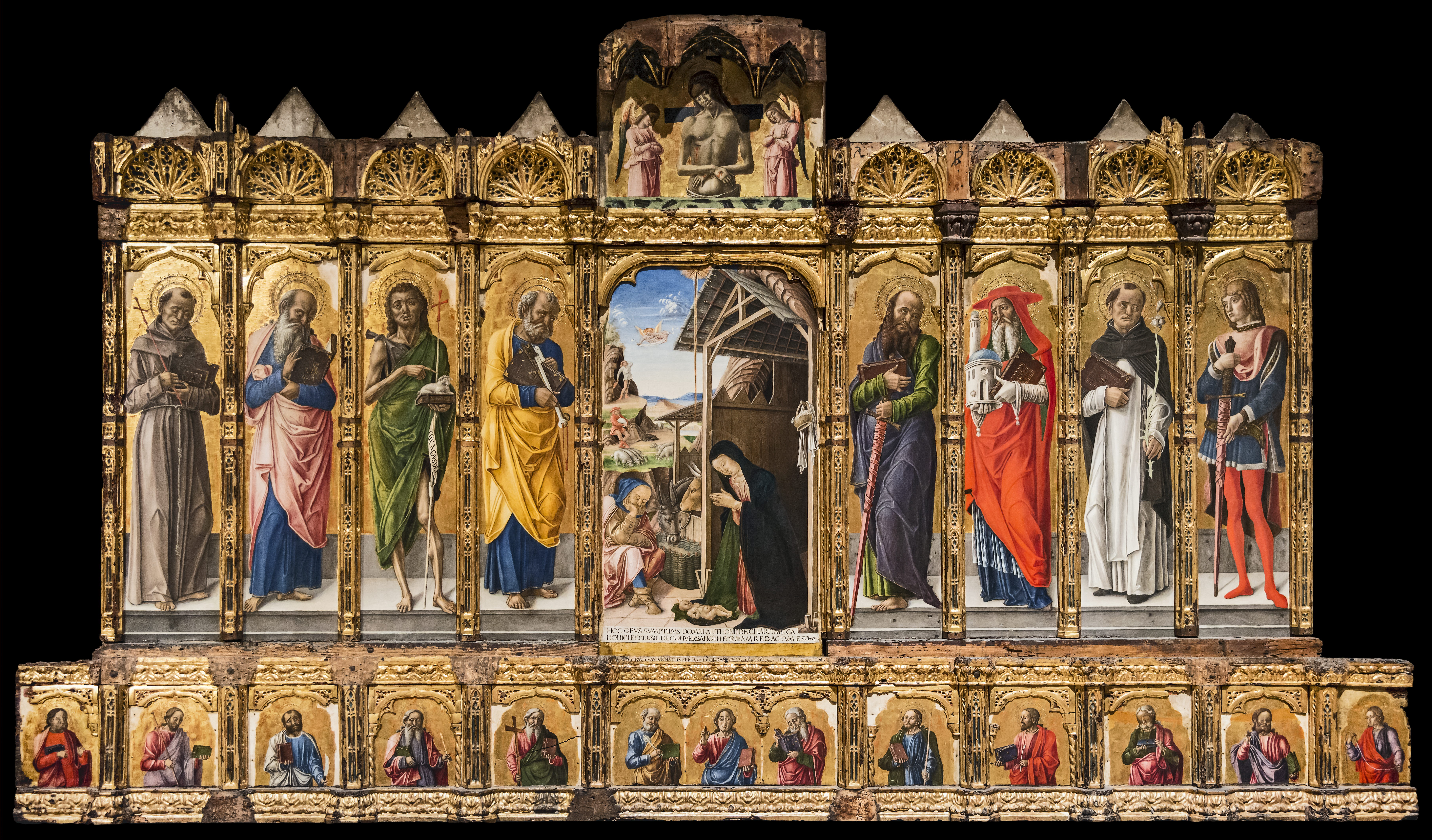
Polyptyque de la Nativité ou Polyptyque de Conversano 1475 Gallerie dell'Accademia
- Polyptyque Saint Ambroise bénissant et dévots entre saint Louis, saint Pierre, saint Paul et saint Sébastien, 1477, Gallerie dell'Accademia
- Triptyque Vierge à l'enfant avec saint Jean-Baptiste et saint André, 1478, église San Giovanni in Bragora
- Saint Roch et l'ange, 1480, église Sant'Eufemia
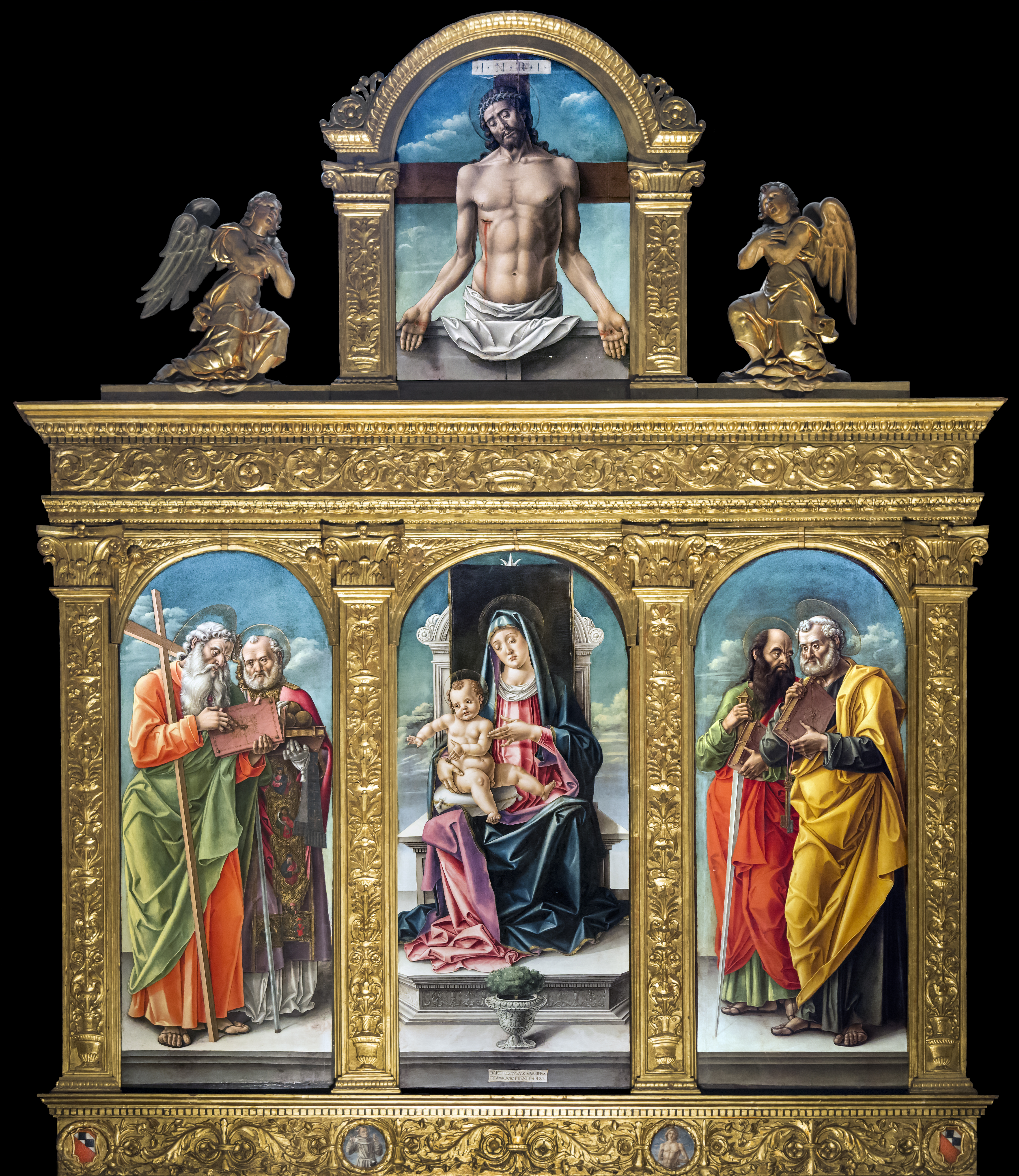
Triptyque Vierge de miséricorde, La Rencontre avec Anne et Joachim, Naissance de Marie, 1483, église Santa Maria Formosa[7]:

- Vierge à l'Enfant sur un trône (1465-1470) Musée Correr[8]
- Madonne à l'Enfant (1465-1470) Musée Correr[9]
- Bénédiction de saint Marc en majesté, saint Jean-Baptiste, saint Jérôme, saint Pierre et saint Nicolas, basilique Santa Maria Gloriosa dei Frari
- Triptyque de san Zanipolo 1473
- Polyptyque de la Nativité 1475  - Galeries de l'Académie de Venise
- Triptyque  de Santa Maria Gloriosa dei Frari 1487.

## Musées exposant ses œuvres
- Musée du Petit Palais d'Avignon : Saint Pétrone et saint Jacques[10], Saint Jean-Baptiste et saint Louis de Toulouse[11]
- Académie Carrara de Bergame
- Getty Center de Los Angeles
- Musée du Louvre de Paris
- Musée des beaux-arts de Boston
- National Gallery of Art de Washington
- National Gallery de Londres
- Harvard University Art Museums du Massachusetts
- Museum of Art de Philadelphie
- Pinacothèque Ambrosienne de Milan
- Pinacoteca Nazionale de Bologne
- Samuel H. Kress Foundation Collection
- Galerie des Offices de Florence.
- Rijksmuseum Amsterdam : Saint Damien et Saint Cosme, inv. no SK-A-4235 et SK-A-4012

## Sources
- (it) Cet article est partiellement ou en totalité issu de l’article de Wikipédia en italien intitulé « Bartolomeo Vivarini » (voir la liste des auteurs).